# Ludwig Scherl
Ludwig Scherl (* 4. Dezember 1920 in Neustadt an der Aisch; † 14. Oktober 1999) war ein deutscher Kommunalpolitiker (CSU).

## Leben
Scherl war ein Ingenieur. Von 1951 bis 1953 leitete er als ein Kamerad des Luftsportvereins Straubing den Bau eines Segelflugzeugs. Mindestens von 1952 bis 1956 war er ein Vogelkundler, wobei er einen Artikel über den Bestand der Störche in Niederbayern und in der Oberpfalz schrieb, der in dem Ornithologischen Anzeiger veröffentlicht worden ist. Von 1972 bis 1990 war er der Oberbürgermeister der Stadt Straubing.

## Ehrungen
- 1978: Verdienstkreuz am Bande der Bundesrepublik Deutschland[3]
- 1987: Verdienstkreuz 1. Klasse des Verdienstordens der Bundesrepublik Deutschland
- Bayerischer Verdienstorden
- Benennung des Ludwig-Scherl-Rings in Straubing